# Jõetaguse (Kadrina)
Koordinaten: 59° 19′ N, 26° 10′ O
Jõetaguse ist ein Dorf (estnisch küla) in der Landgemeinde Kadrina. Es liegt im Kreis Lääne-Viru (West-Wierland) im Nordosten Estlands. Das Dorf hat 74 Einwohner (2011).
Jõetaguse liegt südöstlich von Kadrina, dem Hauptort der Gemeinde, am Fluss Loobu.